# Stoschiosaurus
Stoschiosaurus is een geslacht van uitgestorven trematosauride temnospondyle Batrachomorpha (basale 'amfibieën') binnen de familie Trematosauridae. Het leefde tijdens het Vroeg-Trias in wat nu Groenland is.
De typesoort Stoschiosaurus nielseni werd in 1935 benoemd en beschreven door Gunnar Säve-Söderbergh. De geslachtsnaam verwijst naar Kaap Stosch. De soortaanduiding eert Eigil Nielsen die de fossielen in 1932 en 1933 vond. Het holotype of reeks syntypen is MGUH VP 7057, de natuurlijke afgietsels van voornamelijk de achterzijde van vier schedels.
Stoschiosaurus heeft een zeer dunne, taps toelopende snuit.